# Гура-Гирлуцей
Гура-Гирлуцей (рум. Gura Gârluței) — село у повіті Бреїла в Румунії. Входить до складу комуни Бертештій-де-Жос.
Село розташоване на відстані 143 км на схід від Бухареста, 49 км на південь від Бреїли, 98 км на північний захід від Констанци, 67 км на південь від Галаца.

## Населення
За даними перепису населення 2002 року у селі проживали 6 осіб, усі — румуни. Усі жителі села рідною мовою назвали румунську.